# Lysiphyllum carronii
Lysiphyllum carronii är en ärtväxtart som först beskrevs av Ferdinand von Mueller, och fick sitt nu gällande namn av Leslie Pedley. Lysiphyllum carronii ingår i släktet Lysiphyllum och familjen ärtväxter. Inga underarter finns listade i Catalogue of Life.